# Tök
Tök è un comune dell'Ungheria di 1.293 abitanti (dati 2001) situato nella contea di Pest, nell'Ungheria settentrionale.